# قائمة أنواع البطاريات
يقدم الجدول أدناه ملخصاً للمكونات البارزة لخلايا المدخرات وفقًا للأنواع: الأولية وهي غير القابلة للشحن، والثانوية أي التي تقبل إعادة الشحن، ومدخرات حسب تطبيقاتها.

## أنواع خلايا المدخرات
| خلية أولية أو مُدخرة غير قابلة للشحن | خلية أولية أو مُدخرة غير قابلة للشحن                                        | مدخرة قابلة للشحن | مدخرة قابلة للشحن                               | نوع المدخرات حسب الاستخدام | نوع المدخرات حسب الاستخدام             |
| صورة العنصر                         | اسم العنصر                                                                 | صورة العنصر       | اسم العنصر                                      | صورة العنصر                | اسم العنصر                             |
| ----------------------------------- | -------------------------------------------------------------------------- | ----------------- | ----------------------------------------------- | -------------------------- | -------------------------------------- |
|                                     | بطارية قلوية (كربون أو أوكسيد الزنك منغنيز)                                |                   | مدخرة أيونات الألومنيوم [الإنجليزية]            |                            | بطارية السيارة                         |
| -                                   | مدخرة ألمنيوم هواء                                                         |                   | مدخرة الكالسيوم [الإنجليزية]                    |                            | مدخرة احتياطية                         |
| مقطع طولي في بطارية نظائر مشعة      | بطارية ذرية - بطارية نظائر مشعة - بيتافلطائي                               |                   | مدخرة تدفق                                      |                            | بطارية الأنبوب المفرغ                  |
|                                     | خلية بنزن                                                                  |                   | بطارية الرصاص                                   |                            | حزمة بطارية                            |
|                                     | خلية حمض الكروميك [الإنجليزية] (خلية بوغندروف)                             |                   | مدخرة الزجاج [الإنجليزية]                       |                            | مدخرة محطة تخزين الطاقة الكهربائية     |
|                                     | خلية كلارك [الإنجليزية]                                                    |                   | بطارية أيونات الليثيوم                          |                            | مدخرة حيوية                            |
|                                     | خلية دانيال                                                                |                   | مدخرة الليثيوم ومعدن القابلة للشحن [الإنجليزية] |                            | مدخرة زرية القوام                      |
| -                                   | بطارية جافة                                                                |                   | بطارية المغنيسيوم                               |                            | مدخرة السيارات الكهربائية [الإنجليزية] |
| pic                                 | بطارية أرضية [الإنجليزية]                                                  |                   | بطارية صلبة الحالة                              |                            |                                        |
|                                     | بطارية ضفدع                                                                |                   | خلية كهروكيميائية معدنية هوائية [الإنجليزية]    |                            |                                        |
|                                     | خلية غلفانية                                                               |                   | بطارية ملح منصهر                                |                            |                                        |
|                                     | خلية غروف                                                                  |                   | البطارية ذات الأساس البوليمري [الإنجليزية]      |                            |                                        |
| رسم تخيلي لمدخرة لوكلانشيه          | خلية لوكلانشيه                                                             |                   | خلية وقود جرثومية [الإنجليزية]                  |                            |                                        |
|                                     | بطارية الليمون                                                             |                   | بطارية نيكل وكادميوم                            |                            |                                        |
|                                     | بطارية الليثيوم                                                            |                   | بطارية النيكل والهيدروجين                       |                            |                                        |
|                                     | بطارية ليثيوم-هواء                                                         |                   | بطارية جذرية عضوية                              |                            |                                        |
| -                                   | بطارية المغنيسيوم                                                          |                   | مدخرة البروميد عديد الكبريتيد [الإنجليزية]      |                            |                                        |
|                                     | خلية الزئبق                                                                |                   | مدخرة أيونات البوتاسيوم [الإنجليزية]            |                            |                                        |
|                                     | بطارية ملح منصهر                                                           |                   | مدخرة قلوية قابلة لإعادة الشحن [الإنجليزية]     |                            |                                        |
|                                     | مدخرة نيكل أوكسي هيدروكسيد [الإنجليزية] - بطاريات الأوكسيرايد [الإنجليزية] |                   | مدخرة وقود قابلة لإعادة الشحن [الإنجليزية]      |                            |                                        |
|                                     | مدخرة جذرية عضوية [الإنجليزية]                                             |                   | مدخرة سيليكون وهواء [الإنجليزية]                |                            |                                        |
| -                                   | مدخرة ورقية [الإنجليزية]                                                   |                   | مدخرة الفضة والزنك [الإنجليزية]                 |                            |                                        |
|                                     | سلسلة بولفرماشير [الإنجليزية]                                              |                   | مدخرة الفضة والكادميوم                          |                            |                                        |
|                                     | بطارية أكسيد الفضة                                                         |                   | مدخرة أيونات الصوديوم                           |                            |                                        |
|                                     | بطارية صلبة الحالة                                                         |                   | بطارية الصوديوم والكبريت                        |                            |                                        |
| -                                   | بطارية سكرية [الإنجليزية]                                                  |                   | مدخرة الحديد الفائق [الإنجليزية]                |                            |                                        |
|                                     | عمود فلطائي - مدخرة بيني [الإنجليزية] - مدخرة حوضية [الإنجليزية]           |                   | بطارية فائقة [الإنجليزية]                       |                            |                                        |
|                                     | مدخرة تعمل بالماء [الإنجليزية]                                             |                   | مدخرة أيونات الزنك [الإنجليزية]                 |                            |                                        |
|                                     | خلية ويستون                                                                |                   |                                                 |                            |                                        |
|                                     | مدخرة زنك وهواء                                                            |                   |                                                 |                            |                                        |
|                                     | بطارية زنك وكربون                                                          |                   |                                                 |                            |                                        |